# Mel Reynolds
Melvin « Mel » Jay Reynolds, né le 8 janvier 1952 à Mound Bayou (Mississippi), est un homme politique américain, membre du Parti démocrate, représentant du deuxième district de l'Illinois à la Chambre fédérale de 1993 à 1995.
Accusé d'avoir eu des relations sexuelles forcées avec des mineurs et d'avoir possédé de la pornographie enfantine, quand ces charges sont prouvées, il démissionne de ses fonctions quelques mois après voir été réélu sans opposition,. À la suite de cette affaire, il est interdit d'approcher les enfants.
Jesse Jackson, Jr. lui succède en remportant l'élection partielle avec près de 74 % des voix. En 2004, Reynolds tente un retour en politique en voulant reprendre son siège de représentant, mais il est très largement défait par le titulaire sortant qui lui avait succédé durant la primaire, en obtenant que 6 % des voix, contre 88 % à Jackson.